# Orlando-di-Lasso-Medaille
Mit der Orlando-di-Lasso-Medaille, benannt nach dem Komponisten Orlando di Lasso, werden sowohl vom Bayerischen Sängerbund als auch vom Allgemeinen Cäcilien-Verband für Deutschland herausragende musikalische Verdienste gewürdigt. Die Orlando-di-Lasso-Medaille ist dabei die höchste Auszeichnung beider Verbände.

## Träger der Orlando-di-Lasso-Medaille des Allgemeinen Cäcilien-Verbands für Deutschland

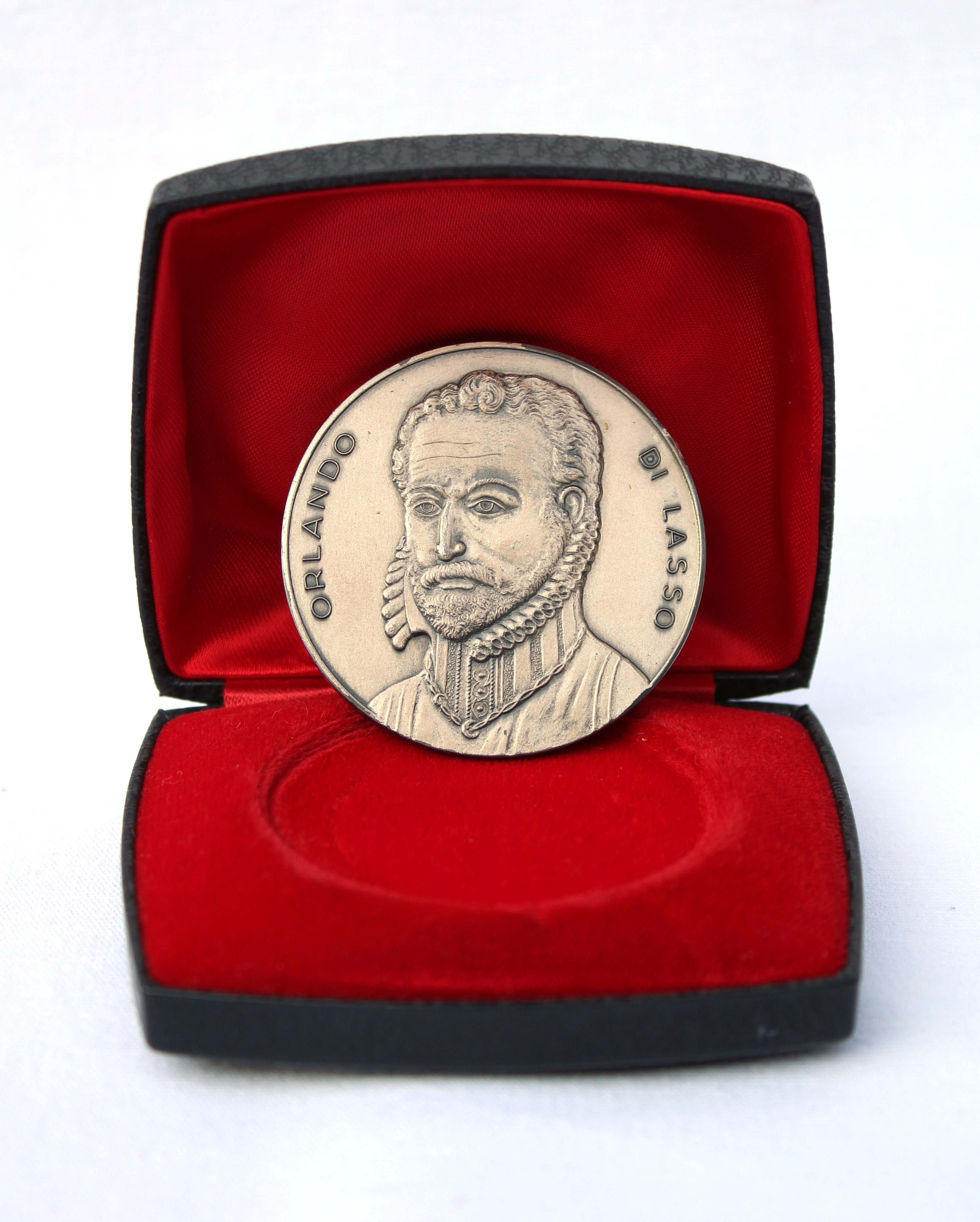
Orlando-di-Lasso-Medaille (Vorderseite) des Allgemeinen Cäcilien-Verbands für Deutschland von Franz-Josef Wagner (1960)

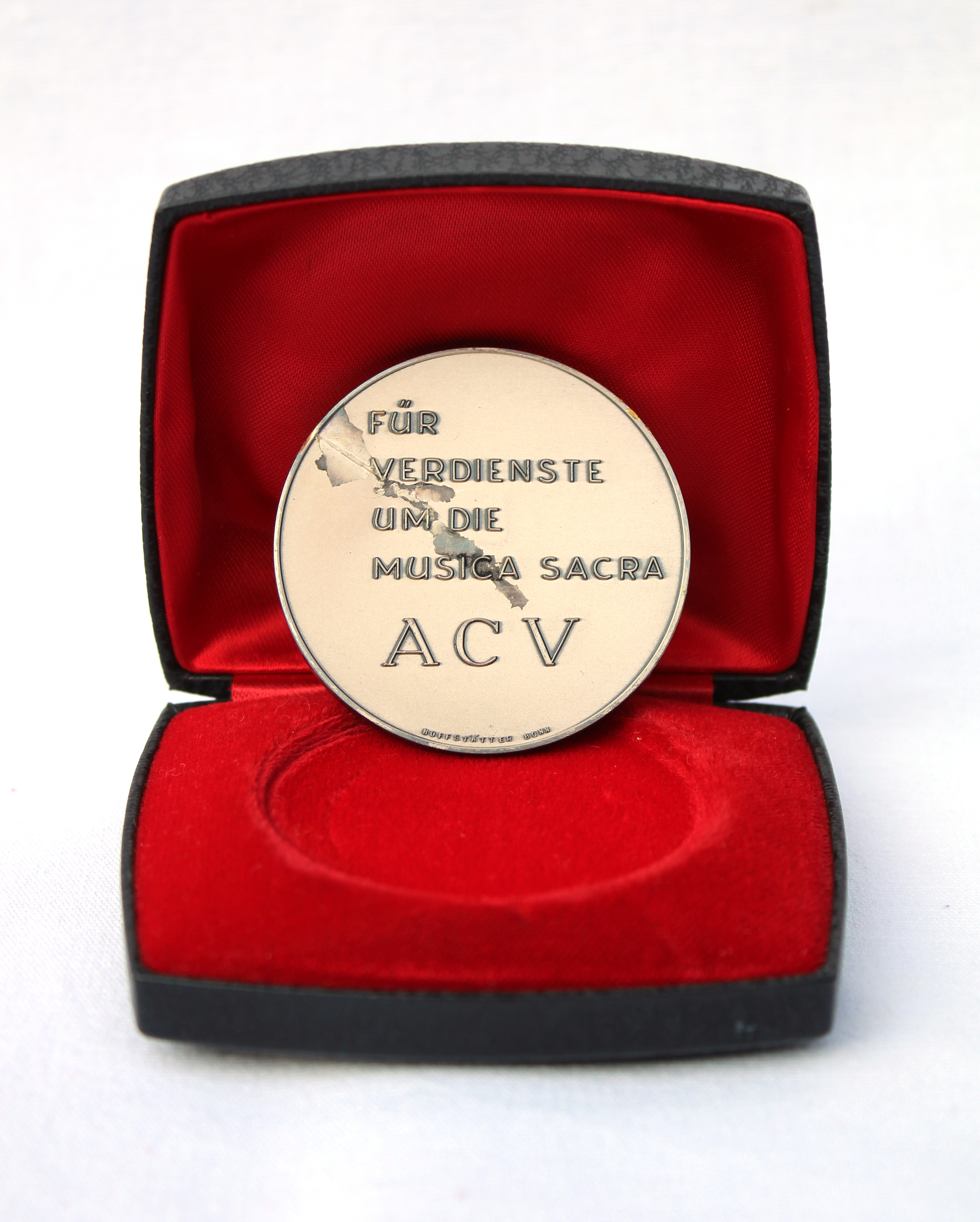
Orlando-di-Lasso-Medaille (Rückseite) des Allgemeinen Cäcilien-Verbands für Deutschland von Franz-Josef Wagner (1960)

Der Allgemeine Cäcilien-Verband für Deutschland verleiht die Medaille nur in besonderen Fällen aufgrund „herausragender kirchenmusikalischer Verdienste auf musikforschendem, kompositorischem, musikkulturellem wie musikerzieherischem Gebiet“.
- 1969: Franz-Josef Wagner-Cochem
- 1970: Adolf Berchtold, Willy Engels, Karl Erdle, Konstantin Fuchs, Adam Gottron, Ferdinand Haberl, Georg Köllner, Joseph Kronsteiner, Paul Mies, Albert Schneider, Heino Schneider, Hermann Schroeder, Franz Stemmer, Georg Trexler, Gerhard Weiß, Adolf Wendel, Jean Wexheit
- 1971: Angelo Alverá, Anastasia Merl
- 1972: Karl Gustav Fellerer, Konrad Heiner
- 1973: Johannes Fuchs, Josef Knapp, Hubert Leiwering, Josef Anton Saladin, Paul Schaller
- 1974: Theodor Pröpper, Hubert Sidler, Carl Winter
- 1975: Franz Fleckenstein
- 1976: Josef Caspers
- 1978: Rudolf Walter, Heinrich Wismeyer
- 1981: Jörg Spranger
- 1982: Franz A. Stein, Erich Stümmer
- 1983: Eduard Krieg
- 1984: August Scharnagl
- 1985: Harald Kugler
- 1986: Karl Norbert Schmid
- 1987: Bernhard Ader, Cron (Verlag), Theo Disselkamp, Otto Rubatscher
- 1988: Hubert Dopf, Kolumban Gschwend, Hans Haselböck, Herbert Vogg, Friederike Wagner
- 1990: Hermann Kronsteiner, Josef Oberhuber, Peter Hölzl
- 1991: Günther Massenkeil, Joachim Pfefferkorn
- 1994: Georg Ratzinger
- 1997: Heinz Martin Lonquich
- 1998: Heino Schubert
- 2001: Josef Schneider
- 2002: Willibald Bezler, Godehard Joppich, Willi Koller, Siegfried Koesler, Johann Trummer
- 2003: Johanna Schell
- 2005: Roman Bannwart, Roman Hofer, Bernhard Krol, Michael Witt
- 2006: Josef Kohlhäufl
- 2007: Walter Sengstschmid
- 2008: Alfred Reichling
- 2009: Wolfgang Bretschneider, Günter Graulich, Heinrich Rumphorst
- 2010: Mathias Breitschaft, Walter Wiesli, Joseph Ropitz
- 2012: Urban Stillhard, Rudolf Pacik
- 2013: John Rutter, Arvo Pärt
- 2014: Josef Habringer
- 2015: Carl Rütti, Alois Ickstadt
- 2017: Alois Koch
- 2018: Roland Büchner, Enjott Schneider, Stefan Klöckner
- 2019: Karl Schütz, Franz Karl Praßl
- 2020: Erich Weber, Markus Landerer
- 2021: Matthias Balzer, Otto Kargl
- 2022: Wolfgang Kreuzhuber
- 2024: Richard Mailänder

## Träger der Orlando-di-Lasso-Medaille des Bayerischen Sängerbunds
Beim Bayerischen Sängerbund wird sie sowohl an Einzelpersonen für herausragende Verdienste um die Chormusik (Orlando-di-Lasso-Medaille für Persönlichkeiten des musikalischen und öffentlichen Lebens) als auch an Chöre für besondere musikalische Leistungen (Orlando-di-Lasso-Medaille für Chöre) verliehen. Von Seiten des Verbandes wird diese Ehre eher selten und nur auserwählten Ensembles zuteil.

### Einzelpersönlichkeiten
Bisher wurden folgende Einzelpersonen mit der Medaille ausgezeichnet.
- 2003: Günter Löffler (Präsident des BSB von 1991 bis 2003)
- 2007: Kurt Suttner (Gründer und langjähriger Leiter des via-nova-chores)
- 2007: Max Frey (Gründer und langjähriger Leiter des Madrigalchores der HfMTh München)
- 2010: Siegfried Tappeiner (Präsident der AGACH von 1979 bis 2010)
- 2020: Karl Weindler (Präsident des BSB von 2003 bis 2020)

### Chöre
Bisher wurden folgende Chöre mit der Medaille ausgezeichnet.
Jahr der Verleihung – Chor – Dirigent
- 1963: Kammerchor Freising – Hans Haas
- 1967: Männerchor Teisendorf – Ernst Gruber
- 1978: Münchner Madrigalchor – Franz Brandl
- 1978: Münchner Vokalkreis – Josef Trykar
- 1978: Joseph-Haydn-Singkreis – Hellmuth Seidler
- 1978: Singkreis Bad Aibling – Georg Georg
- 1982: Starnberger Musikkreis –  Max Frey
- 1982: Staffelseechor Murnau – Rasso Baur
- 1982: Landshuter Chorkreis – Hans Walch
- 1982: Lassus Musikkreis München – Bernhard Beyerle
- 1982: „The Rolandeus“ in Mona
- 1986: Via-nova-Chor München – Kurt Suttner
- 1986: Hans-Lorenz-Singschule Kolbermoor – Heinrich Seyfried
- 1990: Jugendkammerchor Ingolstadt – Felix Glombitza
- 1994: Weilheimer Chorkreis – Ulrike Groß
- 1994: Kammerchor des Pestalozzi-Gymnasiums München – Rita Weindauer
- 1995: Schulchor der Englischen Fräulein, Altötting – Sr. Avita Bichlmaier
- 1997: Visino-Chor Eggenfelden – Karl Weindler
- 1997: Liedertafel Erding – Harald Matschiner
- 1999: Münchner Frauenchor – Katrin Ehmer
- 2000: orpheus chor münchen – Gerd Guglhör
- 2001: Chor der Polizei München – Max Eberl
- 2002: Regensburger Domspatzen – Roland Büchner
- 2006: Vokalensemble Landsberg – Karl Zepnik
- 2007: Madrigalchor der Musikhochschule München – Max Frey
- 2011: Capella Vocale München – Dorothee Jäger
- 2011: Voices in Time – Stefan Kalmer
- 2012: Cantabile Regensburg – Matthias Beckert
- 2014: Heinrich-Schütz-Ensemble Vornbach – Martin Steidler
- 2014: La Gioia – Sigrid Weigl
- 2015: Wolfratshauser Kinderchor – M. Yohihisa Kinoshita